# سلون، اندر
سلون، اندر (به فرانسوی: Celon) یک کمون در فرانسه است که در اندر واقع شده‌است. سلون ۱۷٫۰۴ کیلومتر مربع مساحت و ۳۹۸ نفر جمعیت دارد و ۲۰۵ متر بالاتر از سطح دریا واقع شده‌است.